# Parafia Najświętszej Maryi Panny Częstochowskiej w Woli Łużańskiej
Parafia Najświętszej Maryi Panny Częstochowskiej w Woli Łużańskiej – parafia znajdująca się w diecezji tarnowskiej w dekanacie łużniańskim.
Parafia liczy ok. 1060 wiernych, z czego większość to mieszkańcy Woli, a także kilka rodzin z przyległych przysiółków miejscowości Bystra oraz Szalowa. Przed powstaniem parafii wieś należała do parafii św. Marcina Biskupa w Łużnej. Kościół parafialny był kilkakrotnie powiększany: wykonane prezbiterium (1979 r.), dobudowana wieża z dzwonami i chórem muzycznym (1983 r.); pierwotnie, ze względu na nieprzychylność władz PRL budynek figurował jako warsztat i garaż. Kościół jednonawowy, z cegły, otynkowany. Wnętrze nakryte sklepieniem kolebkowym, wzmocnione żebrami opierającymi się na międzyokiennych pilastrach w murze wewnętrznym. Ołtarze  w konwencji neobarokowej: w ołtarzu głównym obraz MB Częstochowskiej autorstwa ks. Stanisława Nowaka, a w ołtarzach bocznych obrazy Serca Pana Jezusa i Miłosierdzia Bożego. W 2006 roku na terenie cmentarza (należącego do Gminy Łużna) wybudowano kaplicę pogrzebową wraz z chłodnią.

## Proboszczowie
- ks. Stanisław Sułkowski (1980–1986)[1]
- ks. Jerzy Godzik (1986–2016)[1]
- ks. Czesław Kaput (2016–2019 administrator)[1]
- ks. Piotr Wrona (od 2019)[1]